# 발테리 필풀라
발테리 필풀라(핀란드어: Valtteri Filppula, 1984년 3월 20일~)는 핀란드의 아이스하키 선수로 포지션은 센터이다. 현재 스위스 내셔널리그의 제네브세르베트 HC 소속으로 뛰고 있다. 이전에는 내셔널 하키 리그(NHL)의 디트로이트 레드윙스, 탬파베이 라이트닝, 필라델피아 플라이어스, 뉴욕 아일런더스 소속으로 활약했으며, 디트로이트 소속으로 스탠리 컵 1회 우승을 차지했다.
국제 대회에서는 핀란드 국가대표팀의 일원으로 활동했으며, 핀란드 역사상 최초의 올림픽 금메달을 획득한 2022년 동계 올림픽 핀란드 대표팀의 주장으로 활동했다. 베이징 동계 올림픽 이후에는 자국에서 열린 2022년 세계 선수권 대회에서 우승을 차지하며 핀란드 선수 최초로 트리플 골드 클럽에 가입했다.

## 개인사
형인 일라리 필풀라도 아이스하키 선수로 활동했다.

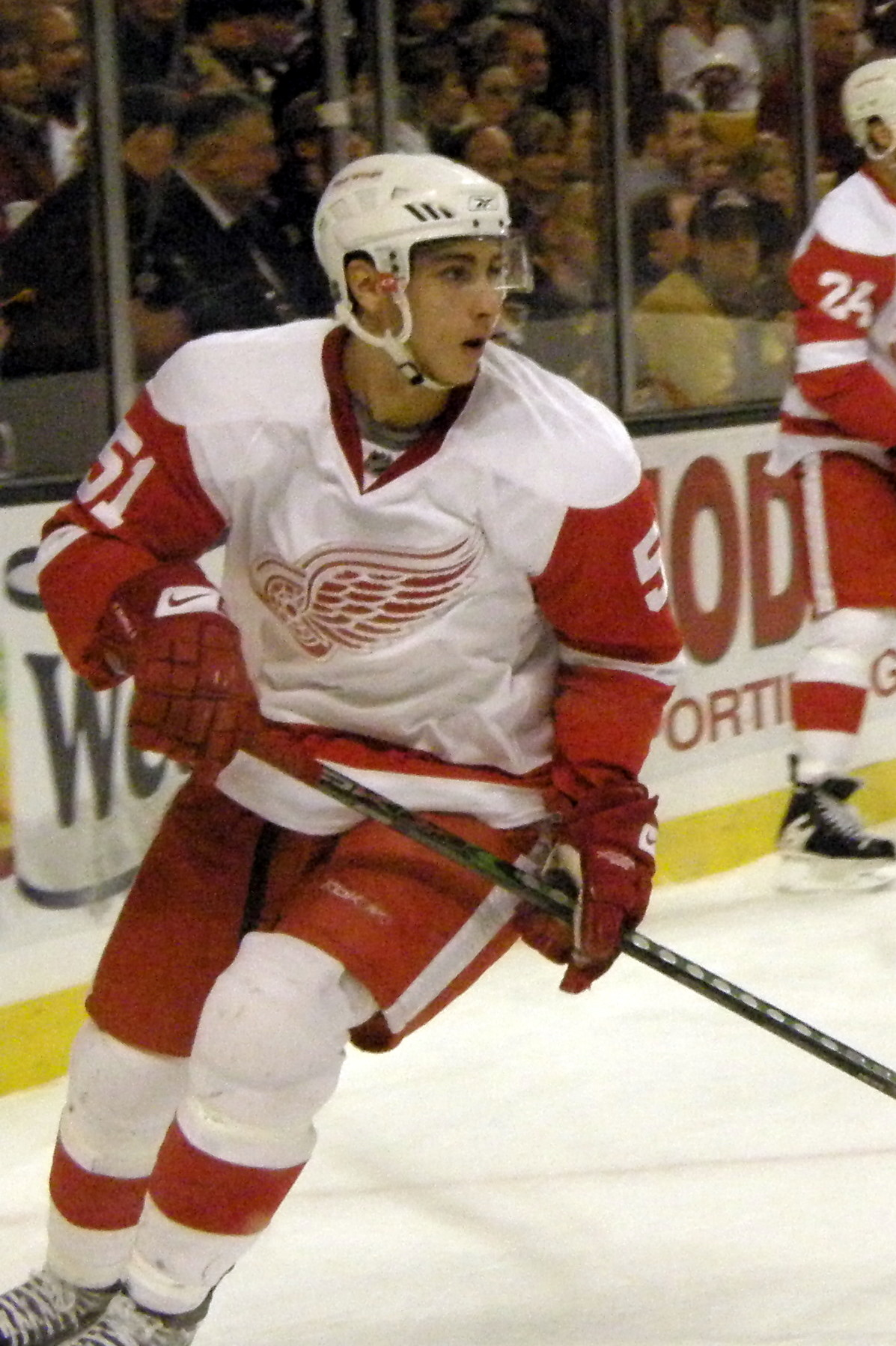
2008년 2월 디트로이트 레드윙스 소속 시절의 필풀라

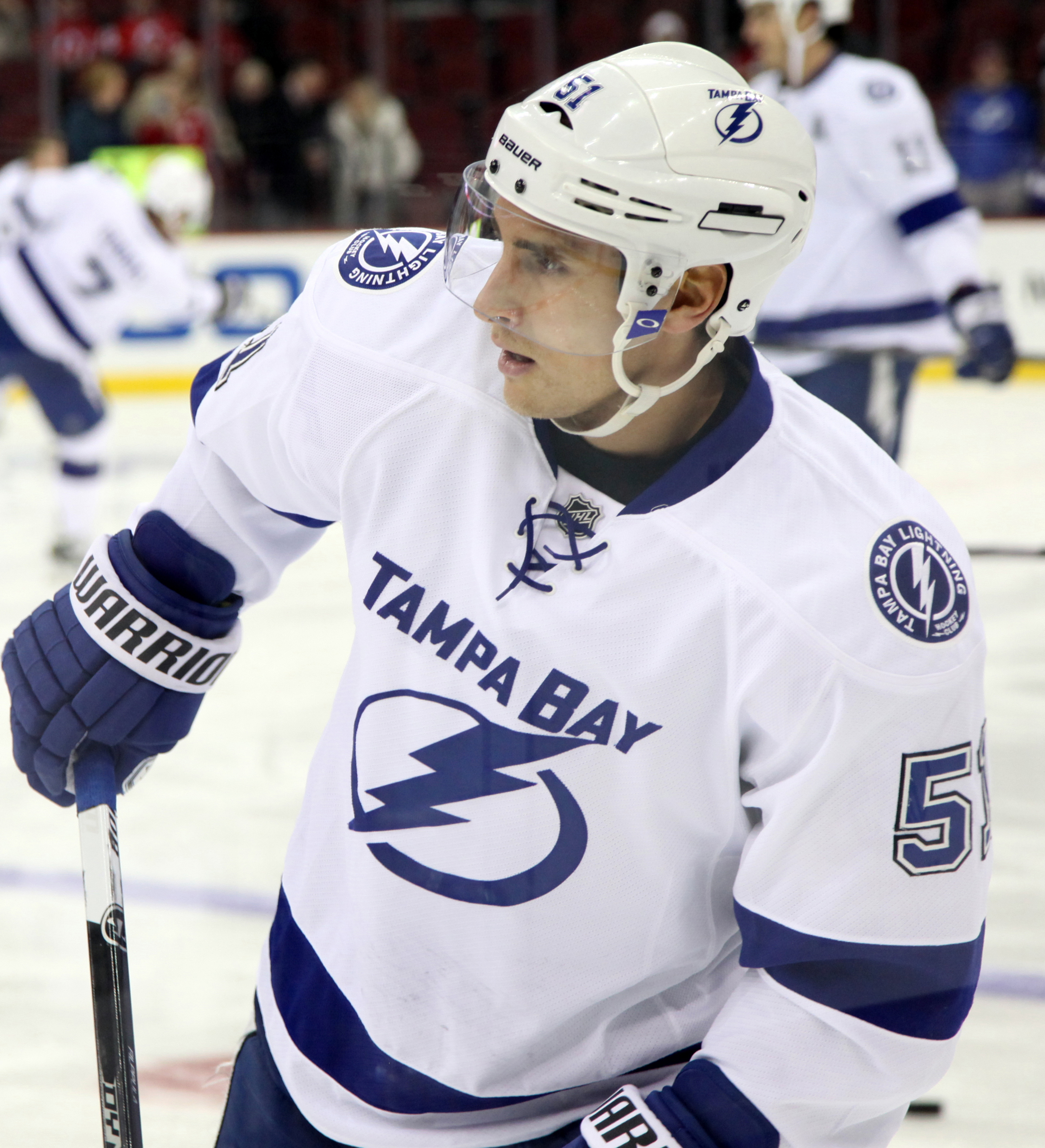
2014년 2월 탬파베이 라이트닝 소속 시절의 필풀라

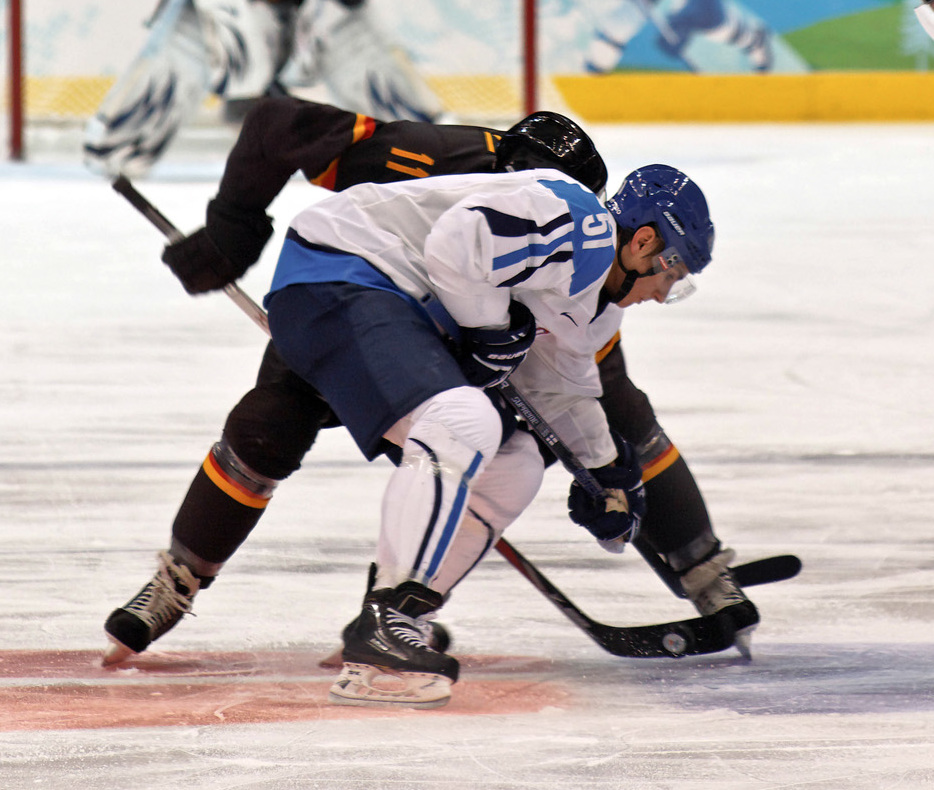
2010년 동계 올림픽 독일전 당시 독일 대표팀의 스벤 펠스키와 페이스오프를 앞두고 있는 필풀라